# Sylwia Stano
Sylwia Hanna Stano-Strzałkowska, niegdyś Stano-Korczyńska (ur. 1 kwietnia 1983 w Warszawie) – polska kulturoznawczyni, doktor nauk humanistycznych, pisarka, dziennikarka, promotorka czytelnictwa, przedsiębiorczyni, umieszczona przez miesięcznik „Brief” w rankingu „50 najbardziej kreatywnych postaci w polskim biznesie” (2012).

## Życiorys

### Wykształcenie

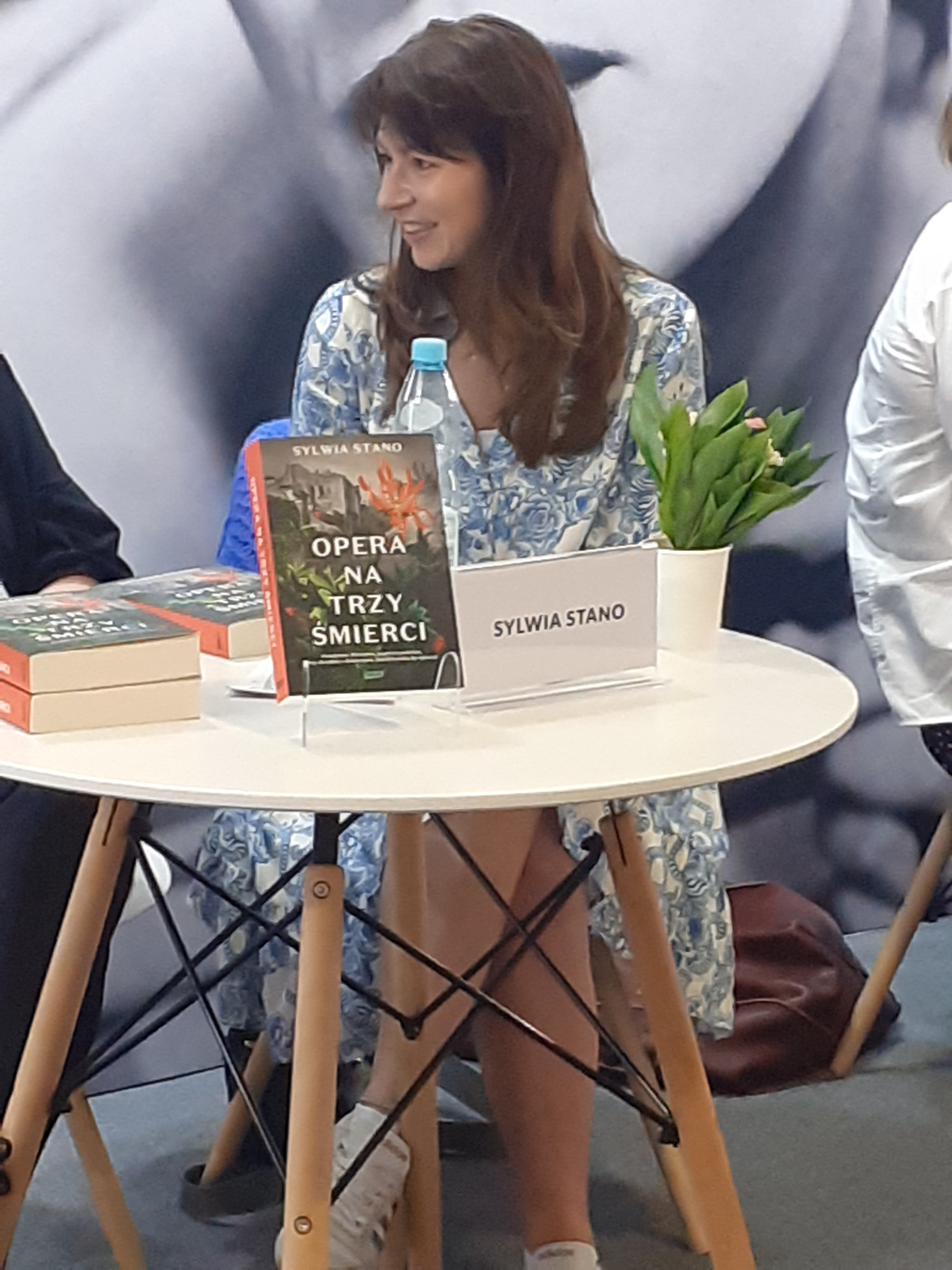
Sylwia Stano w trakcie Targów Książek w Warszawie (2023).

Ukończyła Polsko-Niemiecką Szkołę Spotkań i Dialogu im. Willy’ego Brandta w Warszawie oraz Autorskie Liceum Ogólnokształcące nr 42 w Warszawie. Absolwentka Wydziału Polonistyki na Uniwersytecie Warszawskim oraz studiów podyplomowych „Zarządzanie dla twórców, artystów i animatorów kultury” na Wydziale Zarządzania Uniwersytetu Warszawskiego.
Ukończyła studia doktoranckie z zakresu kulturoznawstwa na Uniwersytecie SWPS i obroniła napisaną pod kierunkiem Doroty Ilczuk pracę doktorską „Kulturowa i ekonomiczna analiza rynku książki w Polsce”. Jest także absolwentką I edycji Szkoły Ekopoetyki w Instytucie Reportażu w Warszawie.
Posiada również uprawnienia przewodnika po Kampinoskim Parku Narodowym wydane przez Warszawskie Koło Przewodników Terenowych Polskiego Towarzystwa Turystyczno-Krajoznawczego oraz Kampinoski Park Narodowy.

### Działalność naukowa
Współtworzyła Centrum Badań nad Gospodarką Kreatywną na Uniwersytecie SWPS, gdzie do 2018 pełniła funkcję zastępczyni kierownika. Zajmowała się badaniami nad gospodarką kreatywną ze szczególnym uwzględnieniem rynku książki. Wyniki swoich prac prezentowała na konferencjach w Polsce, Hiszpanii, Niemczech i Belgii. W 2017 była współautorką raportu „Wsparcie dla twórców i artystów. Perspektywa międzynarodowa” przygotowanego dla Narodowego Centrum Kultury oraz raportu „Finansowanie kultury ze środków publicznych na przykładzie krajów europejskich” przygotowanego dla Narodowego Instytutu Fryderyka Chopina w ramach Ogólnopolskiej Konferencji Kultury. W 2018 przygotowała natomiast dla władz województwa lubelskiego oraz Fundacji Sztuki Kreatywna Przestrzeń raport „Roztocze. Wschód kreatywności”. Współautorem publikacji jest Piotr Duda.
Jako pierwsza w historii Polka została przyjęta do Akademii Wartości (WerteAkademie) działającej przy Ost-West-Forum Gut Gödelitz w Saksonii w Niemczech. Akademia skupia młodych intelektualistów i badaczy z zakresu nauk humanistycznych.

### Działalność zawodowa
Od 2010 zajmuje się doradztwem czytelniczym i coachingiem literackim, jest założycielką i właścicielką firmy Bibliocreatio, która realizuje projekty związane z czytelnictwem i literaturą. Organizowała cykliczne spotkania literackie dla dzieci pod hasłem „Czytanie w trawie”.
Przygotowała we współpracy z Biblioteką Uniwersytetu Warszawskiego dwie edycje – w 2012 i 2016 – zachęcającej do czytania akcji społecznej pod hasłem „Czytaj. Zobacz więcej!”.
Wspólnie z wydawnictwem Egmont przygotowała dwie edycje – w 2013 i 2017 – kampanii społecznej „Czytam sobie”, zachęcającej dzieci do samodzielnego czytania.
Współorganizatorka festiwalu „Stolica Języka Polskiego” w Szczebrzeszynie i członek Rady Festiwalu. Kuratorka bloku dziecięcego podczas tego festiwalu oraz kuratorka Dnia Zamojskiego, czyli specjalnej edycji festiwalu organizowanej w Zamościu. Organizatorka tzw. meczów poetyckich, w których drużyny złożone z aktorów, pisarzy i dziennikarzy rywalizują deklamując wiersze polskich poetów.
Autorka książek dla dzieci i dorosłych, w których poruszała tematykę współczesnej kobiecości oraz wizerunku polskich pisarzy.

### Współpraca z mediami

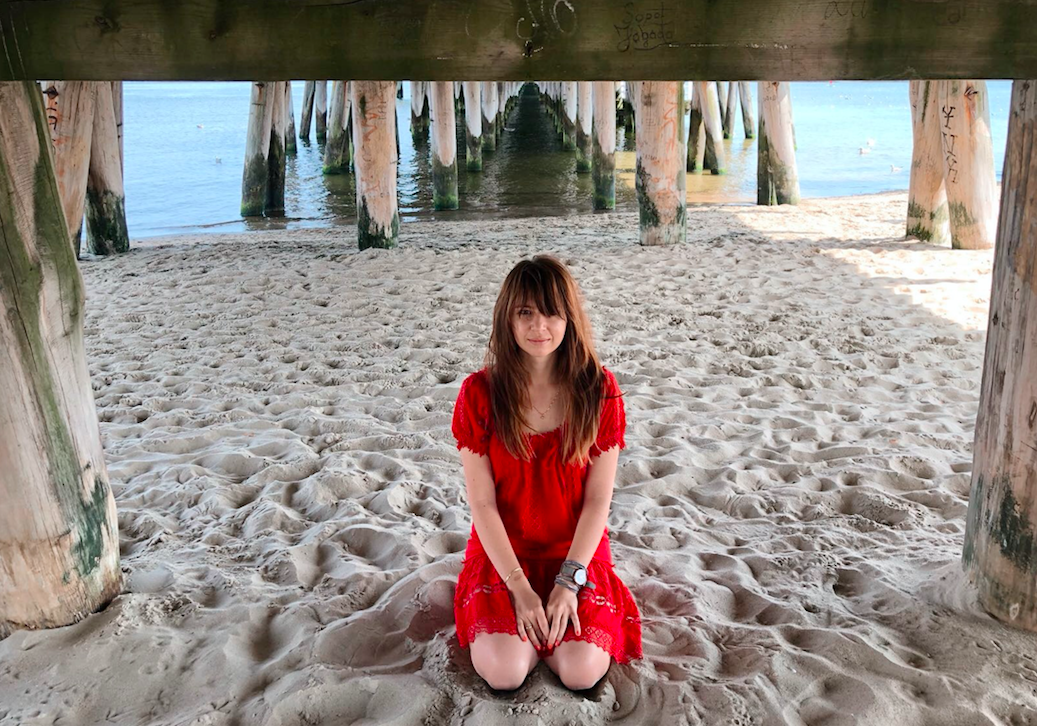
Sylwia Stano na festiwalu Literacki Sopot

Współpracowała z wieloma polskimi mediami. W Polskim Radio („Czwórka”) przygotowywała cykle poleceń literackich „Look na book” oraz „Czy to czy tamto”. Publikowała w miesięczniku „Elle” (recenzje literackie) oraz kwartalniku „Akcent”. Polecała książki w programach telewizyjnych, m.in. w TVN, TVP oraz Polsat Rodzina, a także w audycjach radiowych w Polskim Radio, Radio TOK FM, Rock Radio czy Radio Zet. Stała współpracowniczka kwartalników "Ryms" i „Przekrój” oraz serwisu Przekrój.pl, dla których przygotowuje recenzje literackie oraz reportaże dotyczące czytania przez Polaków książek, prowadzi również stałe autorskie cykle „Czytać, nie czytać” oraz „Książki na receptę”. Wspólnie z Zofią Karaszewską prowadzi vloga literackiego „Książniczki mają zdanie”.

## Twórczość
Twórczość dla dzieci
- „Ada, to wypada” (wspólnie z Zofią Karaszewską), wyd. Znak Emotikon, Kraków 2018[25]
- "Chłopiec z ulicy Niepoprawnej i czarny kucyk", wyd. Hokus-Pokus, Warszawa 2023[26]
- "Chłopiec z ulicy Niepoprawnej i kucyki dwa", wyd. Hokus-Pokus, Warszawa 2025[27]

Twórczość dla dorosłych
- „Pod podszewką. Prawdziwy wizerunek pisarza” (wspólnie z Zofią Karaszewską), wyd. Marginesy, Warszawa 2018[28]
- „Całe szczęście jestem kobietą” (wspólnie z Romą Gąsiorowską), wyd. Agora, Warszawa 2019[29]
- "Oto jest Kaśka", wyd. Hokus-Pokus, Warszawa 2021[30]
- "Opera na trzy śmierci", wyd. Znak, Kraków 2023[31]
- "Morzeca", wyd. Oficyna Ferment, Warszawa 2025[32]

## Nagrody i wyróżnienia
Za swoją działalność biznesową została umieszczona przez miesięcznik „Brief” wśród „50 najbardziej kreatywnych postaci w biznesie” (2012). W 2017 nominowana do stworzonej przez Polską Izbę Książki nagrody PIK-owy Laur w kategorii „Najciekawsza prezentacja książki i promocja czytania w internecie”. Jej napisana wspólnie z Zofią Karaszewską książka „Ada, to wypada” była w 2018 nominowana do tytułu „Książka Roku portalu LubimyCzytać.pl” w kategorii „Literatura dziecięca”.

## Życie prywatne
Jej mężem jest dziennikarz Michał Strzałkowski. Ma dwóch synów – Juliana (ur. 2006) i Jana (ur. 2014). Jest wnuczką śpiewaczki operowej Niny Stano.